# KUD Prepuštovec
Kulturno umjetničko društvo Prepuštovec osnovano je 1976. godine. Do 1990. godine nasupalo je diljem bivše države, a 1991. prekinulo je rad da bi mu se članovi ponovno okupili 2005. godine te nastavili njegovo djelovanje. Danas društvo broji oko 110 aktivnih članova koji rade u 3 plesne i 2 tamburaške sekcije. Nakon 14 godina prekida u radu, prošle (2006. godine) društvo je nastupilo na smotri folklora u Zagrebu i Brestači te imalo još 9 nastupa u Zagrebačkoj županiji. KUD Prepuštovec organizira tradicionalne fašničke običaje, u lipnju blagoslov kulturno-umjetničkih društava i udruga koje njeguju folklorne običaje, u studenom spelavanje krštenja mošta i krajem godine božićni domjenak.